# Gora Molinara
La Gora Molinara è un canale artificiale situato nel basso varesotto costituito in parte da acque derivate dal Ticino presso Vizzola Ticino e in parte da acque di risorgiva. Dopo un percorso di circa 10 km il canale sbocca nel Naviglio Grande nel territorio del comune di Castano Primo in località Tinella a valle della Cascina Castellana.
La derivazione delle acque dal Ticino in zona detta Barbelera, un'ansa del fiume nelle vicinanze di Castelnovate, dà luogo al "Cavo Oggetto", in questo vengono poi convogliate le acque di risorgiva formando la roggia chiamata Gora Molinara che era utilizzata in passato per alimentare mulini (ad esempio il Molinaccio) ed opifici e a scopo irriguo.

## Storia
La prima pergamena dalla quale si può desumere l'esistenza di un canale risale al 1343 ed è un passaggio di proprietà di alcuni prati e delle relative "regioni d'acqua". La prima menzione scritta di un canale costituito dalla derivazione del Ticino risale al 1542 in un documento del Regio Ducale Fisco in cui viene richiesto un contributo per l'utilizzo delle sue acque. Da un fascicolo custodito nel archivio di Lonate Pozzolo risulta l'esistenza, in epoca anteriore alla costruzione del Naviglio (intorno al 1179), di una roggia che terminava a Turbigo e che venne poi tagliata dal Canale Ticinello. 
Nel tempo la bocca cambiò ubicazione in seguito all'andamento delle piene del fiume, nei primi tre km del suo percorso il canale assume il nome di Cavo Oggetto, nel suo percorso, pur seguendo un andamento tortuoso, si mantiene parallelo al Ticino. Sia la costruzione del Canale Villoresi nel 1886 sia la derivazione del Canale Industriale del 1896 ebbero una forte influenza sull'andamento e sullo stato dell'alveo della Gora Molinara.
Un rogito risalente al 1661 testimonia dell'esistenza di un accordo di regolamentazione per l'utilizzo delle acque, è però solo nel 1840 che viene costituito il "Consorzo della Gora Molinara nella valle del Ticino", il nome Gora risale al 1850 per distinguere il canale dalla Roggia Molinara di Castano Primo.

## Altri canali della zona
Oltre alla Gora Molinara, l'Alto Milanese è irrigato anche dal Naviglio Grande, dal canale Villoresi e dal Canale Industriale. Quest'ultimo esce anch'esso dal Ticino presso Maddalena, frazione di Somma Lombardo, ed alimenta la grande centrale idroelettrica di Vizzola Ticino. Venne aperto nel 1942 ed è lungo 5 km; dopo aver alimentato anche la vicina centrale di Turbigo, dà una parte delle sue acque al Naviglio Grande, poi torna a tuffarsi nel Ticino.
La presenza di così tanti canali ad uso irriguo nella zona dell'Alto Milanese si spiega con il fatto che, nell'Ottocento, quest'area era essenzialmente agricola; solo verso gli anni 1870-1880 nacquero le prime industrie tra cui varie filande, tessiture meccaniche per il cotone e fabbriche per il candeggio dello stesso. I canali che fino ad allora erano serviti per uso agricolo, come la Gora Molinara, furono soppiantati dai nuovi canali per uso industriale.